# Body Count
Body Count es una banda de rap metal estadounidense formada en Los Ángeles, California en 1990. Fue fundada por Ice-T, conocido por sus contribuciones en el hip hop. Ice-T fundó el grupo debido a su interés por el heavy metal, y asumió el papel de vocalista, escribiendo las letras de la mayoría de las canciones, mientras que la música fue escrita por el guitarrista Ernie C. Su álbum debut llamado Body Count fue lanzado por Sire Records en 1992.
La canción «Cop Killer» fue objeto de mucha controversia; aunque la compañía dueña de Sire Records, Warner Bros. Records, defendió el sencillo, Ice-T decidió eliminar la pista del álbum porque sentía que la controversia había eclipsado la música de este en sí. El grupo se retiró de Sire el año siguiente. Desde entonces ha lanzado tres discos más en distintos sellos discográficos, ninguno de los cuales ha sido recibido, ni comercial ni críticamente, como su álbum debut.
Tres de sus miembros originales han fallecido: el bajista Mooseman (2001) por un disparo desde un auto, el guitarrista D-Roc (2004) de linfoma, y el baterista Beatmaster V (1996) de leucemia.

## Discografía
- Body Count CD/LP/CS[1] (1992, relanzado el mismo año sin la canción "Cop Killer") - #26 en los Billboard 200
- Born Dead CD/LP/CS[1] (1994) - #74 en los Billboard 200
- Violent Demise: The Last Days CD/LP/CS[1] (1997)
- Murder 4 Hire CD (2006)
- Manslaughter CD (2014)
- Bloodlust CD (2017)
- Carnivore CD (2020)
- Mercilles CD/LP (2024)

## Integrantes
Miembros
- Ice-T – Voces (1990—presente)
- Ernie C – Guitarra líder (1990—presente)
- Ill Will (Will Dorsey Jr) – Batería (2009—presente)
- Vincent Price – Bajo (2001—presente)
- Bendrix – Guitarra rítmica (2004—presente)

Antiguos Miembros
- Beatmaster V  (Fallecido) – Batería (1990—1996)
- Mooseman  (Fallecido) – Bajo (1990—2001)
- D-Roc the Executioner  (Fallecido) – Guitarra rítmica (1990—2004)
- Griz – Bajo (2001)
- O.T. – Batería (1997—2009)